# Jordan Habets
Jordan Habets (né le 15 novembre 2001 à Maastricht) est un coureur cycliste néerlandais, membre de l'équipe Metec-Solarwatt-Mantel.

## Biographie
En 2020, Jordan Habets rejoint le club WP Groot Amsterdam. Il s'impose sur la Carpathian Couriers Race, réservée aux coureurs de moins de 23 ans,. L'année suivante, il se classe quatrième de cette même course et cinquième du Trofeo Alcide Degasperi. 
Il intègre l'équipe continentale Metec-Solarwatt-Mantel à partir de 2022.

## Palmarès
- 2019
  - 3e de l'Omloop der Vlaamse Gewesten
- 2020
  - Carpathian Couriers Race
- 2022
  - 2e du Circuit des Ardennes international
  - 3e du Hel van Voerendaal
- 2023
  - 1re étape de l'Alpes Isère Tour
  - 3e du Prix national de clôture
- 2024
  - 2e du Tour de Kurpie

## Classements mondiaux
| Année                                 | 2020 | 2021  | 2022  | 2023  | 2024  |
| ------------------------------------- | ---- | ----- | ----- | ----- | ----- |
| Classement mondial                    | 899e | 2123e | 1211e | 2367e | 1380e |
| UCI Europe Tour                       | 711e | 1441e | 848e  | nc    | nc    |
|                                       |      |       |       |       |       |
| Légende : nc = non classéSource : UCI |      |       |       |       |       |